# 朱丹 (艺术家)
朱丹（1916年—1988年），原名朱家瑜，笔名天马、未冉、渥然等，江苏徐州人，中国画家、书法家、诗人，中国书法家协会原副主席，中国美术家协会原常务理事。